# Tranque La Invernada
Tranque La Invernada es un cuerpo de agua perteneciente a la cuenca del estero El Sauce en la comuna de Valparaíso, provincia y región homónimas, Chile. Alimenta al tranque Las Cenizas e indirectamente al lago Peñuelas.
En general se le nombra a menudo en conjunción con el Tranque Las Cenizas. Sin embargo, del Tranque La Invernada no se tiene mayor información.: 25  Ambos tranques son obras artificiales, separadas por 1,3 km.: 31 
No debe ser confundido con la laguna La Invernada, origen del río Cipreses (Maule), en la cuenca del río Maule.

## Flora
Una lista de la flora presente en el entorno del tranque (nombre científico, nombre común):
- Acacia caven (Molina) Molina Espino
- Acacia dealbata Link Aromo
- Acacia melanoxylon R. Br.	Aromo australiano
- Aristotelia chilensis (Molina) Maqui
- Baccharis linearis (Ruiz et Pav.)Pers. Romerillo
- Baccharis salicifolia (Ruiz et Pav.)Pers. Chilca
- Bidens aurea (Aint) Sherff Falso Té
- Carduus sp. Cardo
- Cestrum parqui L'Herit. Palqui
- Chenopodium ambrosioides L. Paico
- Chusquea cumingii Nees Quila, coligüe
- Cichorium intybus L. Achicoria
- Conium maculatum L. Cicuta
- Convolvulus arvensis L. Correhuela
- Crataegus monogyna Jacq. Peumo alemán
- Cryptocarya alba (Molina) Looser Peumo
- Cydonia oblonga Mill. Membrillo
- Eryngium paniculatum Cav. et Domb. ex Delar. Cortadera
- Eschscholzia californica Cham. Dedal de oro
- Eucalyptus globulus Labill. Eucalipto
- Eupatorium salvia Colla Salvia macho
- Ficus carica L. Higuera
- Fumaria capreolata L. Flor de la culebra
- Galega officinalis L. Galega
- Galinsoga parviflora Cav. Galinsoga
- Geranium berterianum Colla. Core-core
- Hedera helix L. Enredadera
- Hydrangea sp. Hortensia
- Hypochaeris radicata L. Hierba del chancho
- Lithrea caustica (Molina) Hook et Arn. Litre
- Lobelia excelsa Bonpl. Tabaco del diablo
- Ludwigia peploides (Kunth) Raven Duraznillo de agua
- Luma chequen (Molina) Arrayan chequen
- Lupinus arboreus L. Lupino
- Malva nicaensis All. Malva
- Marrubium vulgare L. Matico
- Matricaria chamomilla L. Manzanilla
- Maytenus boaria Molina Maitén
- Mentha aquatica L. Hierba buena
- Mentha piperita L. Menta
- Muehlenbeckia hastulata (J.E.Sm.) I.M.Johnst. Quilo
- Myoschilos oblongum Ruiz et Pav. Orocoipo
- Nicotiana glauca Grah. Palquiextranjero
- Oxalis perdicaria (Molina) Bertero Flor de la perdiz
- Peumus boldus Molina Boldo
- Phoenix canariensis Chabaud Palma canaria
- Pinus radiata D. Don Pino
- Plantago lanceolata L. Siete venas
- Polygonum persicaria L. Duraznillo
- Populus nigra L. Álamo
- Proustia pungens (D. Don) Huañil
- Psoralea glandulosa L. Culén
- Raphanus sativus L. Rábano
- Rapistrum rugosum (L.) All Rapistro
- Retanilla trinervia (Gillies & Hook.) Hook. & Arn. Tevo
- Rosa rubiginosa L. Rosa mosqueta
- Rubus ulmifolius Schott. Zarzamora
- Rumex acetosella L. Vinagrillo
- Rumex crispus L. Lengua de vaca
- Salix viminalis L. Sauce mimbre
- Schinus latifolius (Gill. ex Lindl.) Molle
- Schoenoplectus californicus (C.A. Mey.) Steud. Totora
- Sisymbrium orientale L. Mostacilla
- Solanum furcatum Dunal ex Poir. Hierba mora
- Solidago chilensis Meyen Fulel, Huellen
- Sonchus asper L. Hill. Ñilhue
- Sonchus oleraceus L. Cerrajilla
- Taraxacum officinale Webber Diente de León
- Teline monspessulana L.C. Koch. Retama
- Typha angustifolia L. Vatro
- Trifolium repens L. Trébol
- Tristerix corymbosus (L.) Kuijt Quintral
- Tristerix tetrandrus (Ruiz. et Pav.) Martius Quintral
- Verbena bonariensis L. Verbena
- Vinca major L. Vinca mayor

## Fauna
Diez especies de roedores y dos de lagomorfos sustentan a una variada gama de depredadores. Destacan: felis colocolo (Gato colocolo), Galictis cuya (quique), Conepatus chinga (chingue), además de Pseudalopex culpeus (zorro culpeo), Pseudalopex griseus (zorro chilla). Además es posible de observar reptiles representados por lagartijas y culebras, anfibios por sapos y rana chilena.